# Starship Integrated Flight Test 4

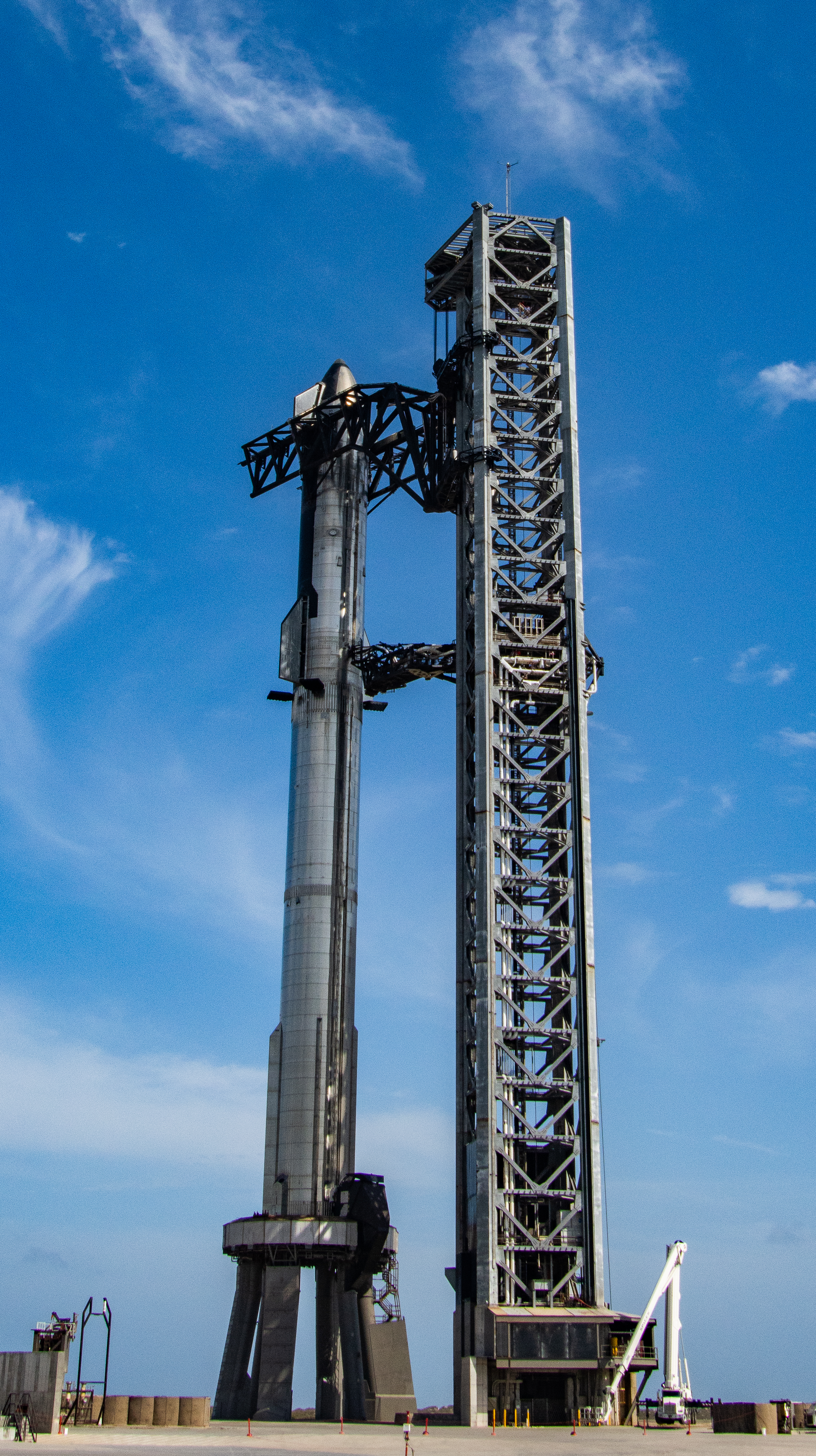
Sestava boosteru B7 a lodi S24 na rampě OLM před startem první testovací mise (IFT-1).

Starship Integrated Flight Test 4 (IFT-4) byl čtvrtý let kosmické lodi Starship na nosné raketě Super Heavy. Obě součásti sestavy byly vyvinuty a postaveny společností SpaceX podnikatele Elona Muska. Úspěšný let se uskutečnil 6. června 2024.

## Nosná raketa Super Heavy a kosmická loď Starship
Spodní část startovní sestavy tvořila nosná raketa, resp. první, urychlovací stupeň Super Heavy. Horní částí pak byla samotná kosmická loď Starship určená pro lety na oběžné dráze a návraty na Zemi. Obě součásti byly vyvinuty jako plně znovupoužitelné a určené pro vynášení satelitů a dalších kosmických těles, zásob včetně paliva, i pro vesmírnou turistiku, cesty k Měsíci a meziplanetární lety.
Nosič Super Heavy (booster) dosahoval délky 71 metrů a jeho průměr v celé výšce dosahoval 9 metrů, hmotnost boosteru bez paliva se pohybovala mezi 160 a 200 tunami, z toho asi 80 tun připadlo na nádrže. Shora ho uzavíral dva metry vysoký prstenec s průduchy pro odvádění spaliny z motorů lodi Starship během jejich spuštění, tedy ještě před oddělením kosmické lodi od Boosteru. Prstenec byl při 4. a každém dalším letu po odpojení lodi Starship odhozen, čímž se snížila hmotnost boosteru před přistáním. Pohon zajišťovalo celkem 33 motorů Raptor, které měly při plném výkonu souhrnný tah asi 76 MN, což ze sestavy činilo nejsilnější raketu v historii dobývání vesmíru. Nádrže urychlovacího stupně pojmuly celkem 3 400 tun pohonných hmot, z toho zhruba tři čtvrtiny kapalného kyslíku a zbytek podchlazeného kapalného metanu. Těsně pod horním okrajem boosteru byla umístěna čtyři roštová kormidla pro řízení stupně při přistání, podobně jako se to SpaceX osvědčilo již u jejího dříve vyvinutého nosiče Falcon 9.
Kosmická loď Starship byla 50 metrů vysoká a po většinu délky udržovala průměr 9 metrů, tedy shodný s urychlovacím stupněm – až v horní čtvrtině se průměr postupně zmenšoval a vytvářel zaoblenou kuželovitou špičku. Pro řízení během sestupu k Zemi měla loď celkem 4 pohyblivá aerodynamická křidélka, dvě v horní a dvě v dolní části. Polovinu lodi po celé její délce a jednu stranu křidélek pokrývaly dlaždice tepelného štítu pro ochranu lodi při vstupu do atmosféry. Šest motorů Raptor – tři optimalizované pro provoz ze vesmírném vakuu, tři pro provoz v atmosféře – mělo k dispozici celkem 1200 tun pohonných látek. SpaceX udávalo kapacitu nákladu 100 až 150 tun.

## Příprava a průběh letu
Pro let se počítá s použitím kosmické lodi Starship s výrobním označením Ship 29 (S29) a prvního stupně Super Heavy s označením Booster 11 (B11). Let naváže na tři dosavadní pokusy obdobné sestavy uskutečněné v dubnu 2023 (Starship IFT), listopadu 2023 (Starship IFT 2) a v březnu 2024 (Starship IFT 3). První z nich skončil explozí kosmické lodi Starship po čtyřech minutách společně s boosterem a druhý dvěma nezávislými explozemi boosteru Super Heavy po třech minutách letu a kosmické lodi Starship během osmé minuty letu. Naproti tomu třetí let skončil oproti dvěma předchozím výrazným úspěchem, když booster i kosmická loď splnily velkou část plánovaného programu a zanikly až při sestupu – booster explodoval necelých 500 metrů nad mořskou hladinou při pokusu o řízené přistání na ni a kosmická loď se rozpadla po necelých 50 minutách letu asi 65 km nad zemským povrchem během při pokusu o klasický brzdicí průlet atmosférou, protože nebyla schopna stabilizovat svou polohu tak, aby ji chránil tepelný štít.
S29 je fakticky dvojčetem lodi S28 z předchozího letu IFT-3, s několika úpravami reagujícími na to, že S28 nesplnila všechny očekávané úkoly. Pro lepší řízení polohy lodi byly v její horní část, v úrovni pod dveřmi pro vypouštění satelitů Starlink, doplněny trysky pro rolování (rotaci kolem podélné osy). Mnoho dlaždic tepelného štítu, který pokrývá celou polovinu lodi, bylo po demontáži připevněno jiným lepidlem, navíc se ocelový povrch S29 před lepením odírá pro zvýšení přilnavosti. Zvláštní pozornost pak SpaceX věnovala správnému usazení dlaždic na aerodynamických křidélkách, protože právě v tomto místě byla při předchozím letu zaznamenána velká ztráta dlaždic. Společnost přitom po skončení letu uvedla, že v tepelném štítu záměrně – kvůli otestování vlivu na tepelné zatížení a tepelnou ochranu – použila jednu tenčí dlaždici a dvě dlaždice úplně odstranila.
Podobné dílčí změny společnost provedla také na Boosteru 11.

### Výroba, testování a předletová příprava
První části Ship 29 byly poprvé spatřeny v polovině roku 2022 a kompletace začala v květnu 2023. První kryogenní test (test těsnosti soustavy při nízkých teplotách paliva) se uskutečnil 26. září 2023, druhý o den později a třetí, kratší než obvykle, 4. října. Montáž motorů začala 29. prosince 2023 a trvala do posledního týdne února 2024. Loď pak byla 22. března 2024 převezena a usazena na rampu pro suborbitální lety k provedení několikasekundového statického zážehu všech svých motorů, k němuž došlo 25. března. Druhý zážeh – pouze jediného motoru s využitím nádrží ve špičce lodi – se uskutečnil 27. března a o dva dny později SpaceX převezla loď k poslední etapě předstartovních prací do montážní haly, kde bylo mimo jiné odstraněno a nahrazeno mnoho dlaždic tepelného štítu lodi.
Montáž nosiče Booster 11 začala v polovině března 2023 a skončila počátkem června 2023. Mezi 19. listopadem 2023 a 3. dubnem 2024 na něj technici instalovali všech 33 motorů Raptor. Poté byl B11 4. dubna 2024 usazen na startovní rampu OLM, kde o den později podstoupil kompletní statický zážeh. Snesení z rampy a přeprava zpět do výrobního areálu se uskutečnily 7. a 8. dubna.
Po dokončení přípravných prací se B11 podruhé vydal k rampě 11. května 2024 a 15. května na něj byla usazena loď S29, krátce předtím dopravená z montážní haly. O den později obě součásti sestavy podstoupily částečné naplnění nádrží a 20. května kompletní zkušební předstartovní přípravu (WDR, Wet Dress Rehearsal, zkouška mokrých šatů). Po ní byla S29 z boosteru 21. května znovu sejmuta a za pět dní znovu vyzvednuta. Po krátkém testu záplavového systému chránícího rampu při startu, který SpaceX provedla 28. května, ještě v týž den zahájila opakovanou zkoušku WDR. Po jejím úspěšném dokončení byla – už naposledy před startem – S29 snesena pro závěrečné předstartovní přípravné práce včetně a opravy dlaždic tepelného štítu a instalace systému přerušení letu, k níž došlo 30. května. Loď se zpět na vrchol Super Heavy dostala 1. června 2024. A ke zřejmě poslední fázi úprav a inspekcí byla sejmuta 4. června a definitivně vyzvednuta zpět na vrchol rakety Super Heavy o den později.

### Termín startu
Provozní ředitelka SpaceX Gwynne Shotwellová pět dní po provedení předchozího startovního pokusu IFT-3 řekla, že společnost dosud prověřuje data a zjišťuje, co se stalo na obou stupních sestavy, aby se mohla vrátit k dalšímu letu asi za 6 týdnů, tedy znamenalo koncem dubna nebo počátkem května 2024.
Přidružený administrátor Federálního úřadu pro letectví (FAA) pro komerční vesmírnou dopravu Kelvin Coleman ještě o den dříve připustil, že i když jeho úřad zahájil vyšetřování, neočekává žádné významné zdržení. „Skončilo to tím, čemu říkáme nehoda, ale nakonec to považujeme za úspěšný pokus o start, protože to nezpůsobilo žádné zranění ani škody na majetku. Nic zásadního jsme neviděli. Nemyslíme si, že by existovaly nějaké kritické systémy pro bezpečnost.” Coleman také řekl, že očekává, že SpaceX stejně jako po předchozím startu rychle poskytne zprávu o vyšetřování nehody, a že jeho úřad chce od dosavadní praxe aktualizace licencí po každém provedeném startu přejít k procesu, kdy licence bude vydávána spíše pro „portfolio startů“. "To je obzvláště důležité, protože SpaceX letos plánuje dalších šest až devět startů lodi Starship," dodal.
Manažerka NASA Amit Kshatriyaová 26. dubna 2024 zmínila, že SpaceX míří ke startu do konce května 2024.
Elon Musk, zakladatel SpaceX, na platformě X 11. května 2024 na dotaz ohledně termínu startu odpověděl, že se uskuteční během 3 až 5 týdnů.
Poté, co společnost 15. května na rampě OLM složila z obou součástí startovní sestavu, vyjádřila vedoucí provozu Starbase Kathy Leudersová očekávání SpaceX, že do konce měsíce – nejspíš kolem Dne obětí války – obdrží od FAA aktualizovanou startovací licenci. Společnost proto podle Luedersové intenzivně připravovala na provedení zkoušky WDR, aby byla po udělení licence připravena na čtvrtý let. Po jejím provedení 20. května 2024 napsal Elon Musk, že se 4. let uskuteční zhruba za 2 týdny.
O den později bylo vydáno rozhodnutí o uzavírce pláže Boca Chica a státní silnice 4, která prochází areálem Starbase, kvůli testovacím aktivitám SpaceX na 1. června, případně 2. nebo 3. června 2024, vždy mezi 12:00 a 14:00 místního času, tedy 17:00 až 19:00 UTC. Dokument byl později upraven, aby pokrýval uzavírku ve stejných časech 5., 6. a 7. června 2024.
Už 24. května ale SpaceX oznámila, že se startem míří na 5. června 2024 s počátkem startovního okna ve 12:00 UTC, naplnění tohoto záměru však stále závisí na získání aktualizace licence.
FAA 28. května současně s informací, že předchozí 3. let nevyvolal žádné bezpečnostní riziko, konstatoval, že „toto rozhodnutí o veřejné bezpečnosti znamená, že se Starship – pokud jsou splněny všechny ostatní licenční požadavky – může vrátit k letovému provozu, ačkoli celkové vyšetřování zůstává otevřené. SpaceX zatím nedostala licenci FAA pro příští let.“
Navigační centrum Pobřežní stráže USA vydalo 29. května upozornění na kosmické operace v Mexickém zálivu ve dnech od 5. do 13. června 2024. A SpaceX 1. června 2024 informovala o změně termínu startu, k němuž dojde nejdříve 6. června 2024, návazně na vydání licence. Licence FAA spatřila světlo světa 4. června a SpaceX krátce poté potvrdila, že počítá se startem 6. června 2024 ve dvouhodinovém časovém okně počínajícím ve 12:00 UTC.

### Plánovaný průběh letu
Sestava Boosteru 11 a lodi Starship 29 opět odstartuje z rampy OLM (Orbital Launch Mount) na kosmodromu Starbase v Boca Chica na jihu Texasu, USA.
Pokud jde o očekávání kladená na čtvrtý zkušební let, Gwynne Shotwellová se v polovině března při komentování výsledků letu IFT-3 omezila pouze na konstatování, že nepředpokládá vypuštění satelitů internetové sítě Starlink, jak v té době spekulovali někteří novináři. Na prezentaci pro zaměstnance SpaceX 6. dubna 2024 byl sdílnější zakladatel firmy Elon Musk, když zmínil, že se booster při čtvrté misi pokusí o přistání na hladinu oceánu, ale do přesného místa „virtuální věže”, aby mohl být později při 5. letu proveden přistávací pokus přímo u skutečné věže se zachycením boosteru jejími nosnými rameny, která před startem slouží k vyzvedávání a umisťování boosteru a kosmické lodi na rampu OLM. Musk také prohlásil, že šance na zachycení boosteru s věží v roce 2024 je 80 až 90 %.
Kromě toho Musk 11. května 2024 v diskusi na platformě X zmínil, že cílem letu je, aby kosmická loď Starship během průletu atmosférou zpět k Zemi prošla fází nejvyššího tepelného namáhání, nebo se alespoň dostala dále než při předchozím letu.
Společnost 24. května 2024 při oznámení plánovaného termínu startu informovala, že k hlavním cílům mise patří provedení přistávacího zážehu a měkkého dosednutí nosiče Super Heavy do Mexického zálivu řízeného vstupu lodi Starship do atmosféry. Uvedla také, že 4. let bude mít podobnou trajektorii jako předchozí testovací let, na jejímž konci by Starship měla dopadnout do Indického oceánu necelých 66 minut po startu. Ani tentokrát dráha letu nevyžaduje pro návrat do atmosféry zážeh na oběžné dráze.

### Průběh letu
SpaceX skutečně čtvrtý let provedla hned 6. června 2024. Sestava se zvedla v 12:50 UTC a i když se během letu vyskytly drobné problémy (např. jeden ze 33 motorů Boosteru 11 se sice spustil spolu s ostatními, ale v okamžiku startu nebo těsně po něm se vypnul) pokračovala po očekávané trajektorii. Již potřetí v řadě se po necelých 3 minutách letu Starship správně oddělila od Boosteru, který se vydal směrem k stanovenému místu v Mexickém zálivu, kde zabrzdil těsně nad mořskou hladinou a po 7 a půl minutách letu na ni přistál. Po převrácení do vody se rozlomil, některé jeho součásti byly později ze dna Mexického zálivu vyzvednuty.
S29 pokračovala v letu a podle telemetrických údajů dosáhla ve 24. minutě letu nejvyššího bodu své dráhy (apogea) 213 kilometrů nad zemským povrchem.
Úpravy provedené na Starship přispěly k tomu, že se loď při průletu atmosférou udržela v potřebné pozici, v níž ji chránil tepelný štít ze šestiúhelníkových dlaždic. Jak ukázala kamera na boku Starship, na jedné z bočních klapek prohořely některé dlaždice tepelného štítu i samotná klapka, přičemž uvolněný materiál poškodil objektiv kamery. Z jejího záběru bylo vidět jen málo, ale i přes několik výpadků signálu fungovala až do samotného konce letu. Na provedení manévrů před přistáním ale toto poškození klapky a případné další skutečnosti měly nevýznamný nebo vůbec žádný vliv, protože Starship se asi 66 minut po startu zastavila nad hladinou Indického oceánu a klidně se do ní položila.

### Reakce
Mise tak splnila všechny hlavní cíle, které před ni postavil zakladatel společnosti Elon Musk – obě součásti přistály řízeně na mořskou hladinu a Starship předtím také úspěšně proletěla atmosférou a zbrzdila se z rychlosti bezmála 27 tisíc kilometrů za hodinu na nulu v místě přistání. Musk ale později připustil, že loď se k mořské hladině přiblížila asi 6 kilometrů od středu naplánované přistávací oblasti. A současně kromě gratulace týmu konstatoval, že další, v pořadí již pátý let, chce společnost SpaceX provést zhruba za měsíc.
Ředitel NASA Bill Nelson ve své gratulaci k úspěšnému letovému testu konstatoval, že tak byl proveden další krok k návratu lidstva na Měsíc.
FAA 12. června 2024 informovala novináře, že nepožaduje, aby SpaceX provedla vyšetřování týkající se 4. letového testu. Podle úřadu všechny činnosti související s letem rakety SuperHeavy i lodi Starship proběhly podle očekávaného a schváleného plánu.
Viceprezident SpaceX pro konstrukci a spolehlivost letů Bill Gerstenmaier oznámil 9. října 2024 ve své prezentaci na zasedání Výboru pro biologické a fyzikální vědy ve vesmíru Národní akademie, že je optimistou, pokud jde o možnost úspěšného zachycení rakety u startovací věže a dodal, že při předchozím letu se brzdící booster nad oceánem dostal na stanovené místo s přesností na půl centimetru.